# Power Rangers: Jungle Fury
A műsor 1 évadot élt meg 32 epizóddal. 2008. február 18-től 2008. november 3-ig ment. Amerikában eredetileg a Jetix vetítette. Magyar bemutató ismeretlen.
A Netflix-en is látható sajnos még Magyar szinkronosan nincs fent és nem elérhető Magyarországon.

## Főszereplő (Jungle Fury csapat)
| Szerep                                  | Színész           | Magyar hang |
| --------------------------------------- | ----------------- | ----------- |
| Casey Rhodes / Vörös Jungle Fury Ranger | Jason Smith       | ?           |
| Theo Martin / Kék Jungle Fury Ranger    | Aljin Abella      | ?           |
| Lily Chilman / Sárga Jungle Fury Ranger | Anna Hutchison    | ?           |
| Robert “RJ” James / Wolf Ranger         | David De Lautour  | ?           |
| Dominic Hargan / Rhino Ranger           | Nikolai Nikolaeff | ?           |

## Mellékszereplők
| Szerep                 | Színész                     | Magyar hang |
| ---------------------- | --------------------------- | ----------- |
| Master Mao             | Nathaniel Lees              | ?           |
| Master Phant           | Bruce Allpress              | ?           |
| Master Swoop           | Oliver Driver               | ?           |
| Master Finn            | Paul Gittins                | ?           |
| Elephant Spirit Ranger | Bruce Allpress              | ?           |
| Bat Spirit Ranger      | Oliver Driver               | ?           |
| Shark Spirit Ranger    | Paul Gittins                | ?           |
| Master Rilla           | Stig Eldred                 | ?           |
| Master Guin            | Michelle Langstone          | ?           |
| Master Lope            | Andrew Laing                | ?           |
| Fran                   | Sarah Thomson               | ?           |
| Doctor Sylvia Jennings | Lara Rachael Chisholm       | ?           |
| Gabby                  | Vicky Rodewyk               | ?           |
| Luen Martin            | Aljin Abella                | ?           |
| Jimmy                  | Jonathan Gregory Mahon-Heap | ?           |
| Maryl Snyder           | Siobhan Page                | ?           |
| Jarrod                 | Bede Skinner                | ?           |
| Camille                | Holly Shanahan              | ?           |

## Gonosztevők
| Szerep                            | Színész           | Magyar hang |
| --------------------------------- | ----------------- | ----------- |
| Dai Shi                           | Geoff Dolan       | ?           |
| Jarrod / Black Lion Warrior       | Bede Skinner      | ?           |
| Camille / Green Chameleon Warrior | Holly Shanahan    | ?           |
| Flit                              | Kelson Henderson  | ?           |
| Carnisoar                         | Cameron Rhodes    | ?           |
| Jellica                           | Elisabeth Easther | ?           |
| Grizzaka                          | Derek Judge       | ?           |
| General Scorch                    | Mark Wright       | ?           |
| General Snapper                   | Richard Simpson   | ?           |
| General Whiger                    | Jared Turner      | ?           |

### Szörnyek (Rinshi Beasts)
| Szerep    | Színész                      | Magyar hang |
| --------- | ---------------------------- | ----------- |
| Mantor    | Pat Courtnay (hang)          | ?           |
| Buffalord | Scott Alexander Young (hang) | ?           |
|           | (hang)                       | ?           |
|           | (hang)                       | ?           |
|           | (hang)                       | ?           |
|           | (hang)                       | ?           |
|           | (hang)                       | ?           |
|           | (hang)                       | ?           |
|           | (hang)                       | ?           |
|           | (hang)                       | ?           |

## Magyar változat
A szinkront az ? készítette.
- Magyar szöveg:
- Vágó:
- Hangmérnök:
- Operatív vezető:
- Szinkronrendező:
- Produkciós vezető:

További magyar hangok:

## Epizód

### 1. évad (16. évad 2008)
| Sor. | Év. | Cím                            | Rendező           | Író             | Premier              |
| ---- | --- | ------------------------------ | ----------------- | --------------- | -------------------- |
| 637. | 1.  | Welcome to the Jungle, Part I  | Mark Beesley      | Bruce Kalish    | 2008. február 18.    |
| 638. | 2.  | Welcome to the Jungle, Part II | Mark Beesley      | Jackie Marchand | 2008. február 18.    |
| 639. | 3.  | Sigh of the Tiger              | Mark Beesley      | John Tellegen   | 2008. február 25.    |
| 640. | 4.  | A Taste of Poison              | Charlie Haskell   | Jackie Marchand | 2008. március 3.     |
| 641. | 5.  | Can't Win Them All             | Charlie Haskell   | Bruce Kalish    | 2008. március 10.    |
| 642. | 6.  | Dance the Night Away           | Charlie Haskell   | John Tellegen   | 2008. március 17.    |
| 643. | 7.  | Pizza Slice of Life            | Vanessa Alexander | David Garber    | 2008. március 24.    |
| 644. | 8.  | Way of the Master              | Vanessa Alexander | Jackie Marchand | 2008. március 31.    |
| 645. | 9.  | Good Karma, Bad Karma          | Vanessa Alexander | John Tellegen   | 2008. április 21.    |
| 646. | 10. | Blind Leading the Blind        | Mike Smith        | John Tellegen   | 2008. április 27.    |
| 647. | 11. | Pushed to the Edge             | Mike Smith        | Jackie Marchand | 2008. május 5.       |
| 648. | 12. | One Master Too Many            | Mike Smith        | David Garber    | 2008. május 12.      |
| 649. | 13. | Ghost of a Chance, Part I      | Jonathan Brough   | John Tellegen   | 2008. május 19.      |
| 650. | 14. | Ghost of a Chance, Part II     | Jonathan Brough   | Jackie Marchand | 2008. május 19.      |
| 651. | 15. | Bad to the Bone                | Jonathan Brough   | Bruce Kalish    | 2008. június 2.      |
| 652. | 16. | Friends Don't Fade Away        | Vanessa Alexander | Ally Mondera    | 2008. június 16.     |
| 653. | 17. | No "I" in Leader"              | Vanessa Alexander | William Carter  | 2008. június 23.     |
| 654. | 18. | True Friends, True Spirits     | Vanessa Alexander | Aran Hufee      | 2008. június 30.     |
| 655. | 19. | Path of the Rhino              | Jonathan Brough   | Nico Manley     | 2008. július 7.      |
| 656. | 20. | Dash for the Dagger            | Jonathan Brough   | Sofia Sprittey  | 2008. július 14.     |
| 657. | 21. | Race to the Nexus              | Jonathan Brough   | Patrick Skuel   | 2008. július 21.     |
| 658. | 22. | Arise the Crystal Eyes         | Jonathan Brough   | Casey S. Neki   | 2008. július 28.     |
| 659. | 23. | Fear and the Phantoms          | Mike Smith        | Grace Urwin     | 2008. augusztus 4.   |
| 660. | 24. | Blue Ranger, Twin Danger       | Mike Smith        | KJ Bekman       | 2008. augusztus 11.  |
| 661. | 25. | One Last Second Chance         | Mike Smith        | Ally Mondera    | 2008. augusztus 18.  |
| 662. | 26. | Don't Blow That Dough          | Mark Beesley      | John Tellegen   | 2008. szeptember 29. |
| 663. | 27. | Tigers Fall, Lions Rise        | Luke Robinson     | John Edward     | 2008. október 6.     |
| 664. | 28. | The Spirit of Kindness         | Luke Robinson     | Moni Zamazene   | 2008. október 13.    |
| 665. | 29. | Maryl and the Monkeys          | Luke Robinson     | Bruce Kalish    | 2008. október 20.    |
| 666. | 30. | To Earn Your Stripes           | Mark Beesley      | Jackie Marchand | 2008. október 27.    |
| 667. | 31. | Path of the Righteous          | Mark Beesley      | John Tellegen   | 2008. november 3.    |
| 668. | 32. | Now the Final Fury             | Mark Beesley      | Jackie Marchand | 2008. november 3.    |